# Czertezik
Czertezik (772 m) – szczyt w Pieninach Właściwych będący drugą co do wysokości kulminacją Pieninek. Nazwa pochodzi od dawnej polany Czertezik. Jest to długi i wąski szczyt o wierzchołkowych partiach zbudowanych z wapieni krynoidowych. Od zachodu sąsiaduje z Czerteżem (774 m), natomiast od południowego wschodu przełęcz Sosnów (650 m) oddziela go od Sokolicy. Południowy stok jest stromy, miejscami skalisty i opada do Dunajca i głębokiej doliny Pienińskiego Potoku oddzielającej Pieninki od Masywu Trzech Koron. Poniżej wierzchołka znajduje się w nim skalne urwisko o wysokości ok. 35–40 m, niżej stromizny porośnięte są rzadkim lasem sosnowo-bukowym. Około 50 m poniżej szczytu w stokach tych w 1953 odkryto niewielką jaskinię o długości 6 m. Stoki północne porasta las bukowo-jodłowy. Przez szczyt wiedzie Sokola Perć – fragment szlaku turystycznego z Tarnowa na Wielki Rogacz.
Czertezik zwiedzany był przez turystów już od 1900, w 1906 wyznakowano szlak turystyczny. Obecnie na szczycie znajduje się punkt widokowy, urwisko zabezpieczone jest metalową barierką. Roztacza się stąd widok na środkową część Przełomu Dunajca.
Stwierdzono tutaj występowanie kruszczyka drobnolistnego i tawuły średniej – roślin w Polsce bardzo rzadkich, oraz pojedynczych okazów cisa pospolitego.
Czertezik znajduje się w Pienińskim Parku Narodowym w granicach Krościenka nad Dunajcem, w województwie małopolskim, w powiecie nowotarskim.

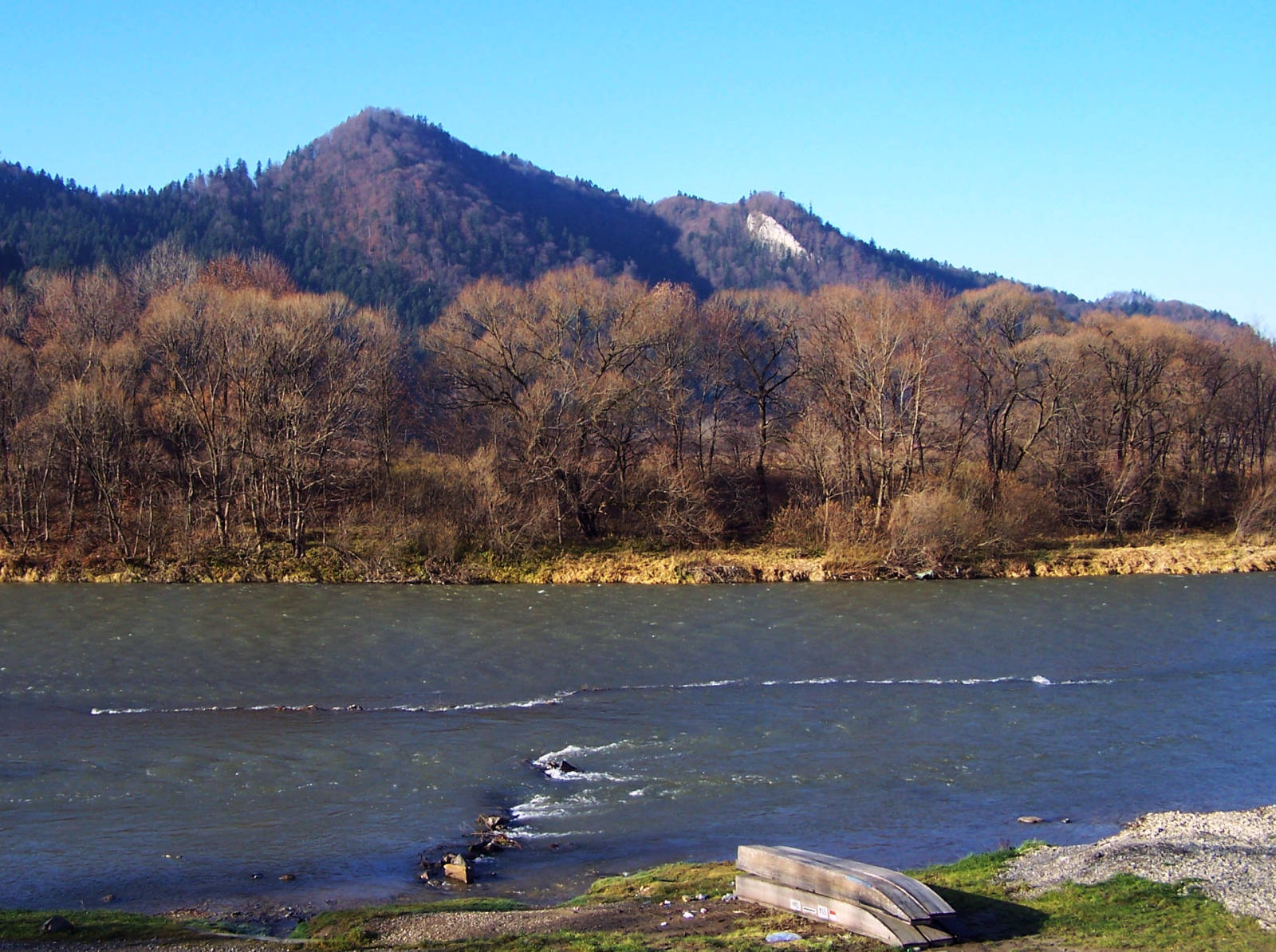
Widok na Czertezik z Drogi Pienińskiej

## Szlaki turystyki pieszej
niebieski; Sokola Perć
- ze Szczawnicy 1:30 h (↓ 1:15 h), z Sokolicy 0:30 h (z powrotem 0:30 h)
- z Trzech Koron 2:05 h (↑ 2:15 h)

 zielony Krościenko nad Dunajcem – Czertezik
- z Krościenka 1:20 h (↓ 1:05 h)